# Escala menor melódica

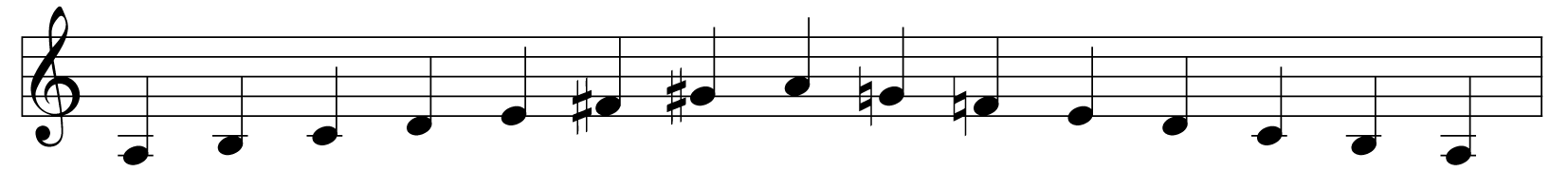
Escala menor melódica (la escala ascendente tiene aumentados los grados VI y VII, en cambio la descendente no).

La escala menor melódica es una escala musical occidental utilizada en el contexto de la música tonal. La escala menor melódica tiene la particularidad de que cuando se interpreta con movimiento ascendente sus grados sexto y séptimo, ascienden un semitono respecto a la escala menor natural, pero cuando el movimiento es descendente se tocan sin alteraciones, es decir, en la escala menor natural. 
Sigue el patrón interválico T-ST-T-T-T-T-ST donde T representa un tono y ST un semitono. Entonces, partiendo desde La menor, relativo de Do mayor, la escala corresponde a La, Si, Do, Re, Mi, Fa#, Sol#, La.
Es una escala derivada del modo eólico (escala menor natural) para ser utilizada dentro del sistema tonal. Con el objetivo de obtener un acorde dominante mayor, se aumenta el séptimo grado de la escala en un semitono. De este modo se obtiene la escala menor armónica, cuyo sonido característico es el intervalo de segunda aumentada entre el sexto y el séptimo grado (Fa y Sol# en tonalidad de La menor). Muchos compositores usaban este intervalo para su beneficio en composición melódica, pero debido a su incomodidad natural, particularmente en música vocal, se sugirió que el sexto grado también se aumentara un semitono para que entonces solo hubiera una diferencia de segunda mayor entre el sexto y el séptimo grado, lo que facilitaba la fluidez melódica (de ahí el nombre que se le otorga).
Al añadir un semitono al séptimo grado de la escala, el intervalo resultante entre la tónica y éste es de séptima mayor. Esto hace que el acorde de tercera resulte un acorde de quinta aumentada, lo que resultaba inconveniente en las modulaciones, porque este acorde es también el de tónica del modo mayor relativo. Por este motivo se hizo también necesario disponer del séptimo grado no alterado para construir este acorde. 
Además, en las líneas melódicas ascendentes que terminan en la tónica se consideraba conveniente que el intervalo entre el séptimo grado y esta fuera de segunda menor (séptimo grado alterado ascendentemente), debido a la mayor sensación de conclusión que esta secuencia proporciona, mientras que eso no era necesario en las líneas melódicas descendentes. 
Todo ello dio como resultado la adopción por parte de muchos compositores de la escala menor melódica, que utiliza el sexto y séptimo grado aumentados en un semitono cuando se utiliza en líneas melódicas ascendentes, sobre todo si concluyen en la tónica y sin alterar en otros casos. 
- Datos: Q5837479